# Na und?! (Album)
Na und?! ist das Debütalbum des deutschen Popschlager-Sängers Ben Zucker, das im Juni 2017 erschien.

## Entstehung und Veröffentlichung
Die Erstveröffentlichung von Na und?! erfolgte am 23. Juni 2017 bei den Musiklabels Airforce1 und Music for Millions. Das Album erschien in seiner Originalausführung als CD, Download und Streaming mit zwölf Titeln (Katalognummer: 06025 5766614). Am 1. Juni 2018 erschien mit der sogenannten „Sonne!-Edition“ eine Deluxeausführung mit sechs Bonustiteln, darunter fünf neue Aufnahmen und ein Remix.
Geschrieben wurden die Leider von verschiedenen Komponisten und Liedtextern, Zucker selbst war beim Schreibprozess von zwölf der 17 verschiedenen Titel beteiligt. Die Produktion aller Lieder erfolgte gemeinsam durch Thorsten Brötzmann und Roman Lüth.

## Titelliste

### Standard-Edition
| Nr. | Titel                       | Autor(en)                                                                 | Produzent(en)                  | Länge |
| --- | --------------------------- | ------------------------------------------------------------------------- | ------------------------------ | ----- |
| 1.  | Na und?!                    | Thorsten Brötzmann, Roman Lüth, Philipp Klemz, Ben Zucker                 | Thorsten Brötzmann, Roman Lüth | 3:42  |
| 2.  | Die Welt wartet auf Dich    | Mathias Ramson, Philipp Klemz, Ben Zucker                                 | Thorsten Brötzmann, Roman Lüth | 3:29  |
| 3.  | Du bist alles für mich      | Thorsten Brötzmann, Peter Jordan, Michael Meissner, Ben Zucker            | Thorsten Brötzmann, Roman Lüth | 3:17  |
| 4.  | Nimm mich in den Arm        | Kay Bennet Krutoff, Ben Zucker, Fabel Adam                                | Thorsten Brötzmann             | 4:01  |
| 5.  | Was für eine geile Zeit     | Thorsten Brötzmann, David Robinson, Roman Lüth, Philipp Klemz, Ben Zucker | Thorsten Brötzmann, Roman Lüth | 3:19  |
| 6.  | Längst nicht mehr verliebt  | Peter Jordan, David Jürgens, Jen Bender, Ben Zucker                       | Thorsten Brötzmann, Roman Lüth | 3:03  |
| 7.  | Schönstes Haus              | Kay Bennet Krutoff, Lukas Hainer, Ben Zucker, Fabel Adam                  | Thorsten Brötzmann             | 4:13  |
| 8.  | Verschworen                 | Ingo Politz, Frank Ramond, Ben Zucker                                     | Thorsten Brötzmann, Roman Lüth | 3:23  |
| 9.  | Einfach weg                 | Thorsten Brötzmann, Philipp Klemz, Ben Zucker                             | Thorsten Brötzmann, Roman Lüth | 3:40  |
| 10. | Viel zu oft an Dich gedacht | Mathias Ramson                                                            | Thorsten Brötzmann, Roman Lüth | 4:11  |
| 11. | Schau nur                   | Anja Krabbe, Tommy Remm, René Schostak, Terence Olivier                   | Thorsten Brötzmann, Roman Lüth | 3:59  |
| 12. | Wieder Zeit zu geh'n        | Thorsten Brötzmann, Lukas Hainer, Philipp Klemz, Ben Zucker               | Thorsten Brötzmann, Roman Lüth | 8:20  |

### Sonne!-Edition
| Nr. | Titel                                          | Autor(en)                                                                 | Produzent(en)                  | Länge |
| --- | ---------------------------------------------- | ------------------------------------------------------------------------- | ------------------------------ | ----- |
| 1.  | Der Sonne entgegen                             | Thorsten Brötzmann, Lukas Hainer, Alex Knolle, Philipp Klemz, Ben Zucker  | Thorsten Brötzmann, Roman Lüth | 3:42  |
| 2.  | Ich spür' wie die Liebe zerbricht              | Roman Lüth, Jona Selle                                                    | Thorsten Brötzmann, Roman Lüth | 3:17  |
| 3.  | Die Welt wartet auf Dich                       | Mathias Ramson, Philipp Klemz, Ben Zucker                                 | Thorsten Brötzmann, Roman Lüth | 3:29  |
| 4.  | Was für eine geile Zeit (Single Mix)           | Thorsten Brötzmann, David Robinson, Roman Lüth, Philipp Klemz, Ben Zucker | Thorsten Brötzmann, Roman Lüth | 3:21  |
| 5.  | Immer wieder du                                | Kim Wennerström, Mike Busse, Philipp Klemz                                | Thorsten Brötzmann, Roman Lüth | 3:32  |
| 6.  | Du bist alles für mich                         | Thorsten Brötzmann, Peter Jordan, Michael Meissner, Ben Zucker            | Thorsten Brötzmann, Roman Lüth | 3:17  |
| 7.  | Nimm mich in den Arm                           | Kay Bennet Krutoff, Ben Zucker, Fabel Adam                                | Thorsten Brötzmann             | 4:02  |
| 8.  | Na und?!                                       | Thorsten Brötzmann, Roman Lüth, Philipp Klemz, Ben Zucker                 | Thorsten Brötzmann, Roman Lüth | 3:42  |
| 9.  | Längst nicht mehr verliebt                     | Peter Jordan, David Jürgens, Jen Bender, Ben Zucker                       | Thorsten Brötzmann, Roman Lüth | 3:03  |
| 10. | Schönstes Haus                                 | Kay Bennet Krutoff, Lukas Hainer, Ben Zucker, Fabel Adam                  | Thorsten Brötzmann             | 4:14  |
| 11. | Verschworen                                    | Ingo Politz, Frank Ramond, Ben Zucker                                     | Thorsten Brötzmann, Roman Lüth | 3:23  |
| 12. | Halt dich fest an mir                          | Roman Lüth, Lukas Hainer, Michael Meissner, Wieland Stahnecker            | Thorsten Brötzmann, Roman Lüth | 3:43  |
| 13. | Einfach weg                                    | Thorsten Brötzmann, Philipp Klemz, Ben Zucker                             | Thorsten Brötzmann, Roman Lüth | 3:40  |
| 14. | Viel zu oft an Dich gedacht                    | Mathias Ramson                                                            | Thorsten Brötzmann, Roman Lüth | 4:11  |
| 15. | Schau nur                                      | Anja Krabbe, Tommy Remm, René Schostak, Terence Olivier                   | Thorsten Brötzmann, Roman Lüth | 3:59  |
| 16. | Wieder Zeit zu geh'n                           | Thorsten Brötzmann, Lukas Hainer, Philipp Klemz, Ben Zucker               | Thorsten Brötzmann, Roman Lüth | 3:17  |
| 17. | Mein Herz gehört nur dir                       | Thorsten Brötzmann, Philipp Klemz, Ben Zucker                             | Thorsten Brötzmann, Roman Lüth | 4:02  |
| 18. | Was für eine geile Zeit (Darius + Finlay Edit) | Thorsten Brötzmann, David Robinson, Roman Lüth, Philipp Klemz, Ben Zucker | Thorsten Brötzmann, Roman Lüth | 3:34  |

## Singleauskopplungen
| Jahr | Titel                   | Höchstplatzierung, Gesamtwochen, AuszeichnungChartplatzierungen (Jahr, Titel, , Platzierungen, Wochen, Auszeichnungen, Anmerkungen) | Höchstplatzierung, Gesamtwochen, AuszeichnungChartplatzierungen (Jahr, Titel, , Platzierungen, Wochen, Auszeichnungen, Anmerkungen) | Anmerkungen                                                |
| Jahr | Titel                   | DE | CH | Anmerkungen                                                |
| ---- | ----------------------- | --- | --- | ---------------------------------------------------------- |
| 2017 | Na und?!                | DE— GoldDE | CH90 (1 Wo.)CH | Erstveröffentlichung: 24. März 2017 Verkäufe: + 200.000    |
| 2017 | Was für eine geile Zeit | DE99 Platin · (1 Wo.)DE | CH74 (1 Wo.)CH | Erstveröffentlichung: 20. Oktober 2017 Verkäufe: + 400.000 |
| 2018 | Der Sonne entgegen      | DE99 (1 Wo.)DE | — | Erstveröffentlichung: 25. Mai 2018                         |

## Rezensionen
Sven Kabelitz, Musikkritiker von laut.de, schrieb zusammenfassend zu den Titeln des Albums: „[…] Würde man die Songs in die Luft werfen und sie danach wahllos irgendjemandem der üblichen Verdächtigen in die Hand drücken, man hörte keinen Unterschied. Alles ertrinkt in Gleichförmigkeit. Alles ein Produkt mit so viel Seele wie ein Billy-Regal.“

## Kommerzieller Erfolg

### Chartplatzierungen
| ChartsChartplatzierungen | Höchstplatzierung | Wochen |
| ------------------------ | ----------------- | ------ |
| Deutschland (GfK)        | 4 (129 Wo.)       | 129    |
| Österreich (Ö3)          | 8 (66 Wo.)        | 66     |
| Schweiz (IFPI)           | 9 (41 Wo.)        | 41     |

| ChartsJahrescharts (2017) | Platzierung |
| ------------------------- | ----------- |
| Deutschland (GfK)         | 64          |

| ChartsJahrescharts (2018) | Platzierung |
| ------------------------- | ----------- |
| Deutschland (GfK)         | 7           |
| Österreich (Ö3)           | 14          |

| ChartsJahrescharts (2019) | Platzierung |
| ------------------------- | ----------- |
| Deutschland (GfK)         | 36          |

### Auszeichnungen für Musikverkäufe
| Land/Region        | Auszeichnungen für Musikverkäufe (Land/Region, Auszeichnung, Verkäufe) | Verkäufe |
| ------------------ | ---------------------------------------------------------------------- | -------- |
| Deutschland (BVMI) | 5× Gold                                                                | 500.000  |
| Österreich (IFPI)  | Gold                                                                   | 7.500    |
| Insgesamt          | 2× Gold · 2× Platin ·                                                  | 507.500  |